# مردم کچوا
مردم کچوا (انگلیسی: Quechua people) از مردمان سرخ‌پوست آمریکای جنوبی هستند که به زبان کچوا سخن می‌گویند. بیشتر مردم کچوا در کشورهای اکوادور، شیلی، کلمبیا، پرو، بولیوی و آرژانتین زندگی می‌کنند.
رایج‌ترین گویش مردم کچوا، کچوای جنوبی است. مردم کیچوا در اکوادور به زبان کیچوا صحبت می‌کنند و مردم اینگا در کلمبیا به زبان اینگا کیچوا سخن می‌گویند.
برخی از مردمان تاریخی کچوا عبارتند از:
- مردم چانکا در منطقه اوانکاولیکا، منطقه آیاکوچو و منطقه اپوریماک در پرو زندگی می‌کردند.
- مردم هوانکا در منطقه خونین در پرو زندگی می‌کردند.
- اینکاها که بزرگ‌ترین امپراتوری دوران پیشاکلمبی را پایه‌گذاری کردند.
- مردمان کانیاری که زبان کچوا را از اینکاها آموختند.
- مردمان چینچا یک پادشاهی در منطقه ایکا در پرو بود.

## نگارخانه

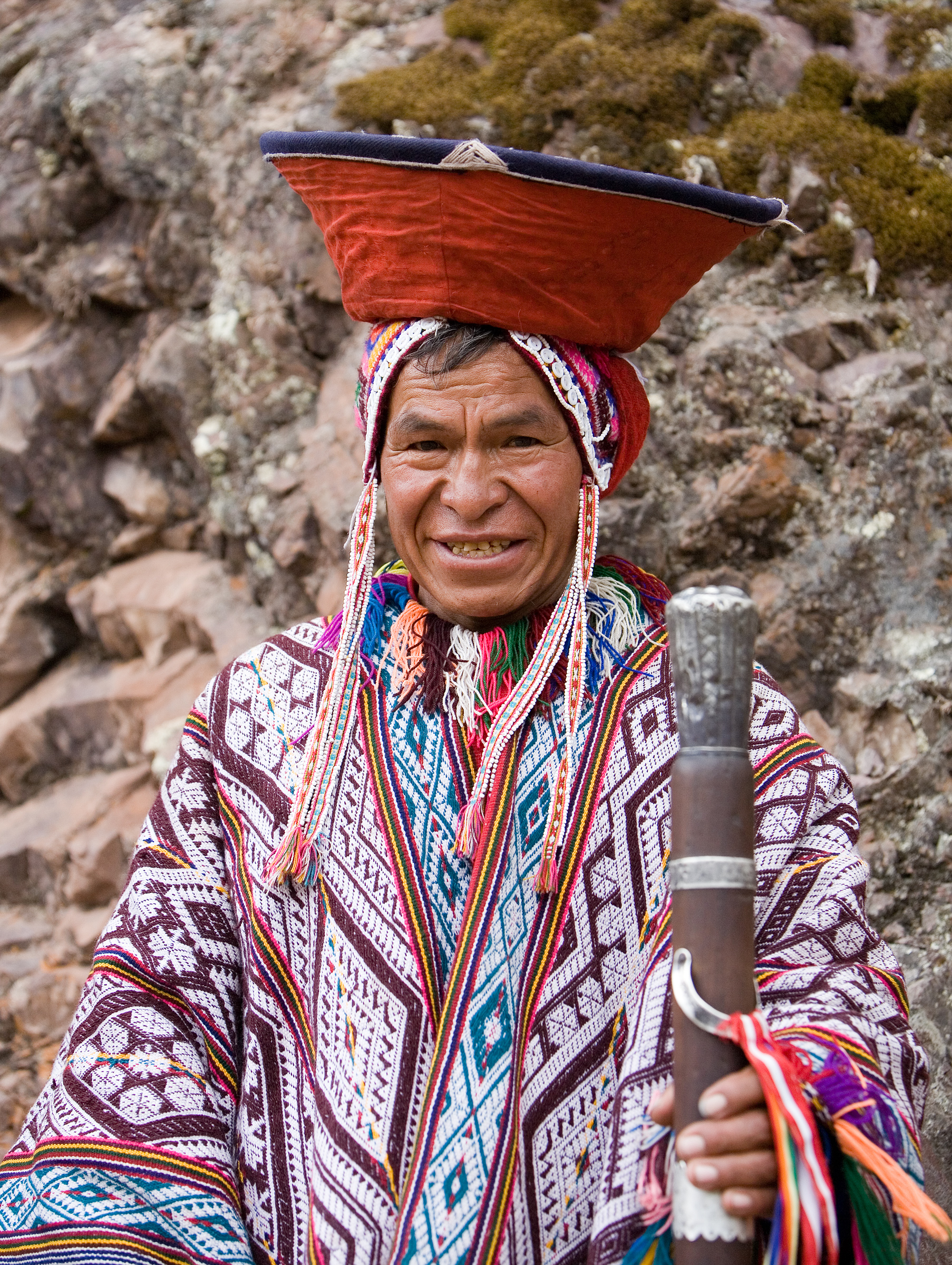
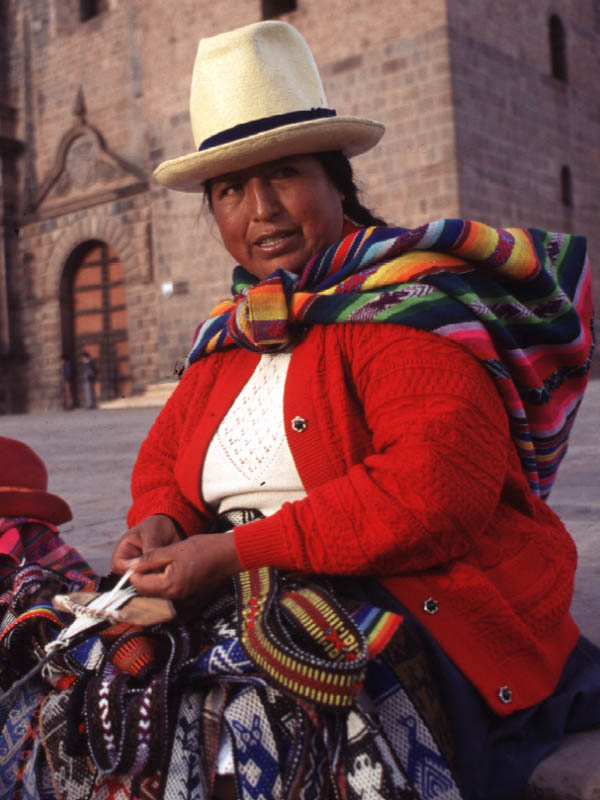
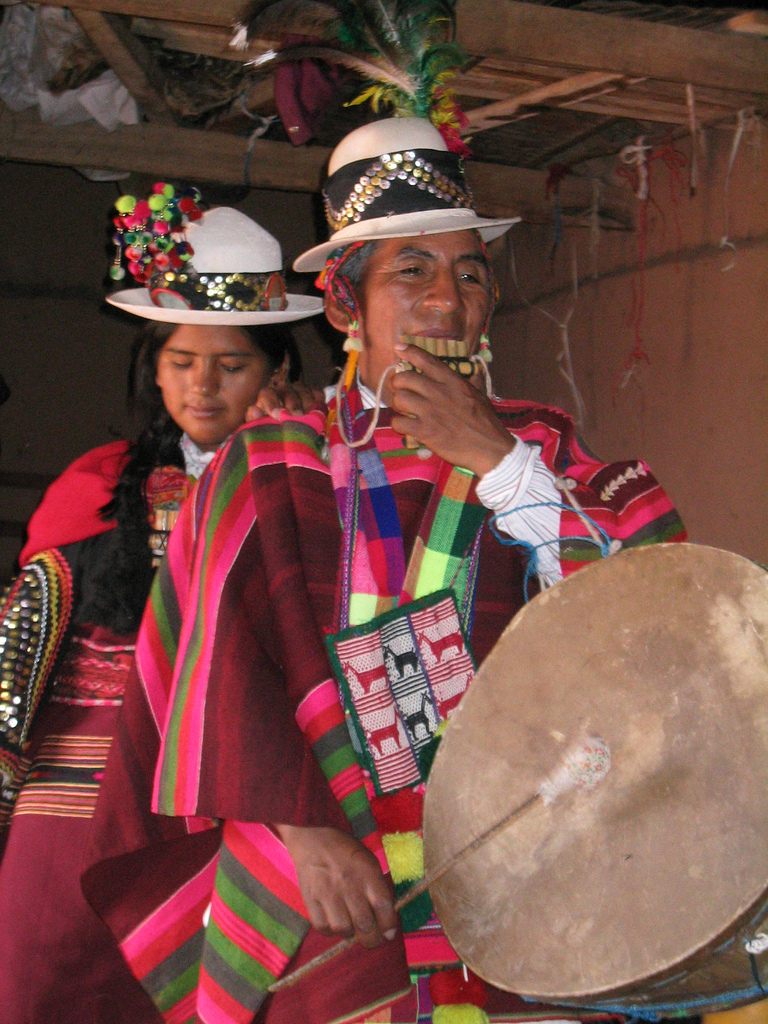